# Fernando Vázquez
Fernando Vázquez Pena, né le 24 octobre 1954 à Castrofeito (province de La Corogne, Espagne), est un entraîneur espagnol de football. Il est considéré comme un entraîneur atypique en raison de ses études littéraires et du fait qu'il n'a pas été footballeur professionnel.

## Biographie

### Les débuts et Compostela
Né dans une famille nombreuse, Fernando Vázquez fait des études de philologie germanique et devient professeur d'anglais à Noya et Arzúa. Dans le même temps, il collabore avec des académies de football et divers clubs. Devenu entraîneur et grand admirateur d'Arrigo Sacchi, il parvient à faire monter CD Lalín de la D5 à la Segunda división B entre 1986 et 1991.
Entre 1991 et 1994, il entraîne le Racing de Ferrol et réussit à le faire monter en Segunda división B en 1992 en utilisant des concepts tactiques novateurs.
Après une saison avec CD Lugo (1994-1995), le président de la SD Compostela, José María Caneda, offre à Fernando Vázquez l'occasion d'entraîner en Première division. SD Compostela termine le premier tour du championnat à la deuxième place. L'équipe perd un peu d'élan lors du deuxième tour, mais parvient à se maintenir en D1 sans encombre.
En mars 1998, Fernando Vázquez est démis de ses fonctions par José María Caneda, et Compostela finit par descendre en Deuxième division.
Lors de la saison 1998-1999, Vázquez entraîne le Real Oviedo en D1. Le club finit à la 14e place. 

### RCD Majorque
Vázquez part ensuite aux Îles Baléares où il est embauché par le RCD Majorque. L'équipe termine à la 10e place du championnat et parvient à éliminer l'AS Monaco et l'Ajax d'Amsterdam en Coupe de l'UEFA. Fernando Vázquez met en valeur de jeunes talents comme Diego Tristán, Álvaro Novo, Dani Güiza et Samuel Eto'o.

### Real Betis
En 2000, Vázquez prend les rênes du Real Betis Balompié en D2. Mais il ne s'entend pas avec le président Manuel Ruiz de Lopera et il est limogé avant la fin de la saison bien que l'équipe soit en position de promu. 

### Las Palmas
Fernando Vázquez part en 2001 aux Îles Canaries entraîner l'UD Las Palmas où il fait débuter le jeune Rubén Castro. Le club est relégué en Deuxième division lors de la dernière journée. Il revient ainsi sur cette expérience dans une interview en décembre 2002 : « Avec Las Palmas nous avons été relégués lors du dernier match et malgré cela les dirigeants ont essayé de renouveler mon contrat, cela veut dire que je n'avais pas fait les choses si mal que ça. Quel entraîneur n'a pas été relégué une fois ? On me traite comme un moins que rien, c'est inadmissible que l'on ait de moi cette perception. Ce qui se passe c'est que je ne suis personne. Je ne suis que Fernando Vázquez, je viens d'un hameau. Ma façon de travailler et ma confiance dans les jeunes sont mal vus car trop risqués. Mais si l'on compte tous les joueurs que j'ai découvert, alors je suis le numéro un d'Espagne. »

### Rayo Vallecano
Lors de la saison 2002-2003, Vázquez entraîne le Rayo Vallecano en D1. L'équipe est traversée par des conflits de génération entre les jeunes joueurs et d'autres plus vétérans. Vázquez est démis de ses fonctions au milieu de la saison lorsque le Rayo est dans la zone des relégables. Le club termine la saison à la dernière place.

### Valladolid
En 2003, il signe avec le Real Valladolid en D1. Mais il est limogé avant que le club ne tombe dans la zone de relégation. Valladolid sera relégué en fin de saison.

### Celta de Vigo
Entre 2004 et 2007, Fernando Vázquez entraîne le club galicien du Celta de Vigo en D2. Dès la première saison, il parvient à faire monter le Celta en D1. La saison suivante, le Celta se qualifie pour la Coupe de l'UEFA. Vázquez est limogé en 2007 après la 29e journée de championnat alors que le Celta est en zone de relégation.

### Deportivo La Corogne
Fernando Vázquez réapparaît sur les bancs de touche en février 2013 comme entraîneur du Deportivo La Corogne à la suite du limogeage de Domingos Paciência. Le club est dernier du classement à l'arrivée de Vázquez. Après trois défaites et un nul, le Deportivo de Vázquez enchaîne quatre victoires consécutives. Mais cela n'est pas suffisant et le Deportivo est relégué en Deuxième division. Malgré la relégation, le Deportivo prolonge le contrat de Fernando Vázquez jusqu'en 2015.
Lors de la saison 2013-2014, le Deportivo remonte en première division. Le 8 juillet 2014, Vázquez est démis de ses fonctions pour avoir critiqué la politique de recrutement du club. Il est remplacé par Víctor Fernández.

### RCD Majorque
En janvier 2016, il est recruté par le RCD Majorque qui joue en deuxième division. Il parvient à éviter la relégation du club. À la suite de mauvais résultats, il est remercié en décembre 2016.

### Deportivo La Corogne
Le 28 décembre 2019, il revient au Deportivo alors que le club occupe la dernière place en deuxième division. Malgré de bons résultats, le club est relégué en Segunda División B.